# Samir Belamri
Samir Belamri, né le 20 avril 1982, est un footballeur français international de beach soccer. Il évolue au poste de gardien de but.

## Biographie
En 2007, Samir Belamri prend part à la Coupe du monde de beach soccer avec l'équipe de France. Il joue deux matchs dont celui pour la troisième place perdu face à l'Uruguay dont il est exclu à la 31e minute. Il enchaîne avec le Championnat d'Europe. La France atteint les demi-finales après deux victoires sur l'Italie (6-5) et le Portugal (5-3) lors de la Superfinale à Marseille. Mais les Bleus s'inclinent en finale face à ces mêmes Portugais (7-6).
En septembre 2008, Belamri resigne au SO Cassis-Carnoux pour posséder une licence afin de toujours évoluer en équipe de France de beach soccer. À la fin de la saison, il rejoint l'USLL 1er Canton en DHR.
Il participe à la Coupe d'Europe de beach soccer de 2009 à Rome. Les Français sont battus par les Suisses (9-3) au premier tour, mais battent ensuite l'Italie 3-1 dans la demi-finale de classement avant de s'incliner face à la Russie (8-4) dans le match pour la 5e place.
En 2015, il est entraineur de gardien avec Bernard Grégori d'un club de football international dans les Bouches-du-Rhône dont le créateur est Guy Demel.
Il est responsable d'un city stade de Beach Soccer.
En 2023, il est champion de France de beach soccer avec les Minots de Marseille et est élu meilleur gardien du tournoi.

## Palmarès

### Football
- CFA
  - Champion du groupe C en 2008

- Coupe de Provence (1)
  - Vainqueur en 2007

### Beach soccer
- Coupe du monde
  - 4e en 2007

- Championnat d'Europe
  - Finaliste en 2007

- Coupe d'Europe
  - 6e en 2009